# Richard Williams

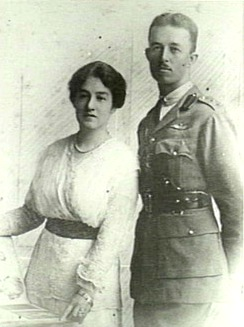
Richard Williams e Constance Williams, c. 1915

Sir Richard Williams  KBE, CB, DSO (Melbourne, 3 de agosto de 1890 — Melbourne, 7 de fevereiro de 1980) é considerado o "pai" da Força aérea real australiana (RAAF). Williams foi o primeiro piloto militar treinado na Austrália e participou do comando as unidades de combate britânicas e australianas na primeira guerra mundial. Foi o principal proponente da força aérea independente dos outros ramos das forças armadas, Williams teve um papel importante na criação da RAAF e tornou-se seu primeiro estado-maior da aeronáutica (CAS, na sigla em inglês) no ano de 1922. Ele serviu o CAS por treze anos em três mandatos, mais tempo do que qualquer outro oficial. 
Williams aprendeu a voar em Point Cook, Victoria, em 1914 enquanto servia o Exército. Foi piloto do Australian Flying Corps (AFC) na primeira guerra mundial e ascendeu ao comando do esquadrão nº 1 AFC e posteriormente do esquadrão nº 40. Recebeu a Ordem de Serviços Distintos  e terminou a guerra com a patente de tenente-coronel. Subseqüentemente Williams defendeu a administração da Força Aérea separada do exército e da marinha, proposta que entrou em vigor em 1921.
A recém-criada RAAF enfrentou inúmeros desafios e continuou existindo nas décadas de 1920 e de 1930, sendo que Williams recebeu grande parte dos créditos pela manutenção de sua independência. Entretanto, um relatório sobre os padrões de segurança de voo causou a sua demissão do posto de estado-maior. Williams nunca mais retornou ao comando da RAAF, apesar todo apoio que recebeu e de sua promoção a marechal-do-ar em 1940. No pós-guerra ele foi forçado a se aposentar, juntos com outros oficiais veteranos da primeira guerra. Ele então ocupou o posto de diretor-geral da aviação civil australiana, servindo até a sua aposentadoria em 1955.